# Uglas
Uglas (okzitanisch: Uglans) ist eine französische Gemeinde mit 274 Einwohnern (Stand: 1. Januar 2022) im Département Hautes-Pyrénées in der Region Okzitanien; sie gehört zum Arrondissement Bagnères-de-Bigorre. Die Einwohner werden Uglasois/Uglasoises genannt.

## Geografie
Uglas liegt auf dem Plateau von Lannemezan am oberen Gers, rund 31 Kilometer südöstlich der Stadt Tarbes im Osten des Départements Hautes-Pyrénées an der Grenze zum Département Haute-Garonne. Die Gemeinde besteht aus Weilern sowie zahlreichen Streusiedlungen. Der Gers durchquert die Gemeinde in nordöstlicher Richtung. Die A64 führt wenige Kilometer südlich der Gemeinde vorbei. Umgeben wird Uglas von den Nachbargemeinden Réjaumont im Norden, Arné im Nordosten, Boudrac, Lécussan und Villeneuve-Lécussan (alle im Département Haute-Garonne) im Osten, Pinas im Südosten, Lannemezan im Süden sowie Clarens im Westen.

## Geschichte
Die Gemeinde wurde in einer Steuerurkunde aus dem Jahr 1405 erstmals (indirekt) als de Ullanis erwähnt. Im Mittelalter lag der Ort innerhalb der Region Comminges, die wiederum ein Teil der Provinz Gascogne war. Die Gemeinde gehörte von 1793 bis 1801 zum District La Barthe. Zudem war Uglas von 1793 bis 1801 eine Gemeinde im Kanton Saint-Laurent und lag von 1801 bis 2015 innerhalb des Kantons Lannemezan. Die Gemeinde ist seit 1801 dem Arrondissement Bagnères-de-Bigorre zugeteilt.

## Bevölkerungsentwicklung
| Jahr                       | 1962 | 1968 | 1975 | 1982 | 1990 | 1999 | 2006 | 2011 | 2020 |
| Einwohner                  | 212  | 200  | 192  | 199  | 242  | 242  | 271  | 290  | 285  |
| Quellen: Cassini und INSEE |      |      |      |      |      |      |      |      |      |

## Sehenswürdigkeiten

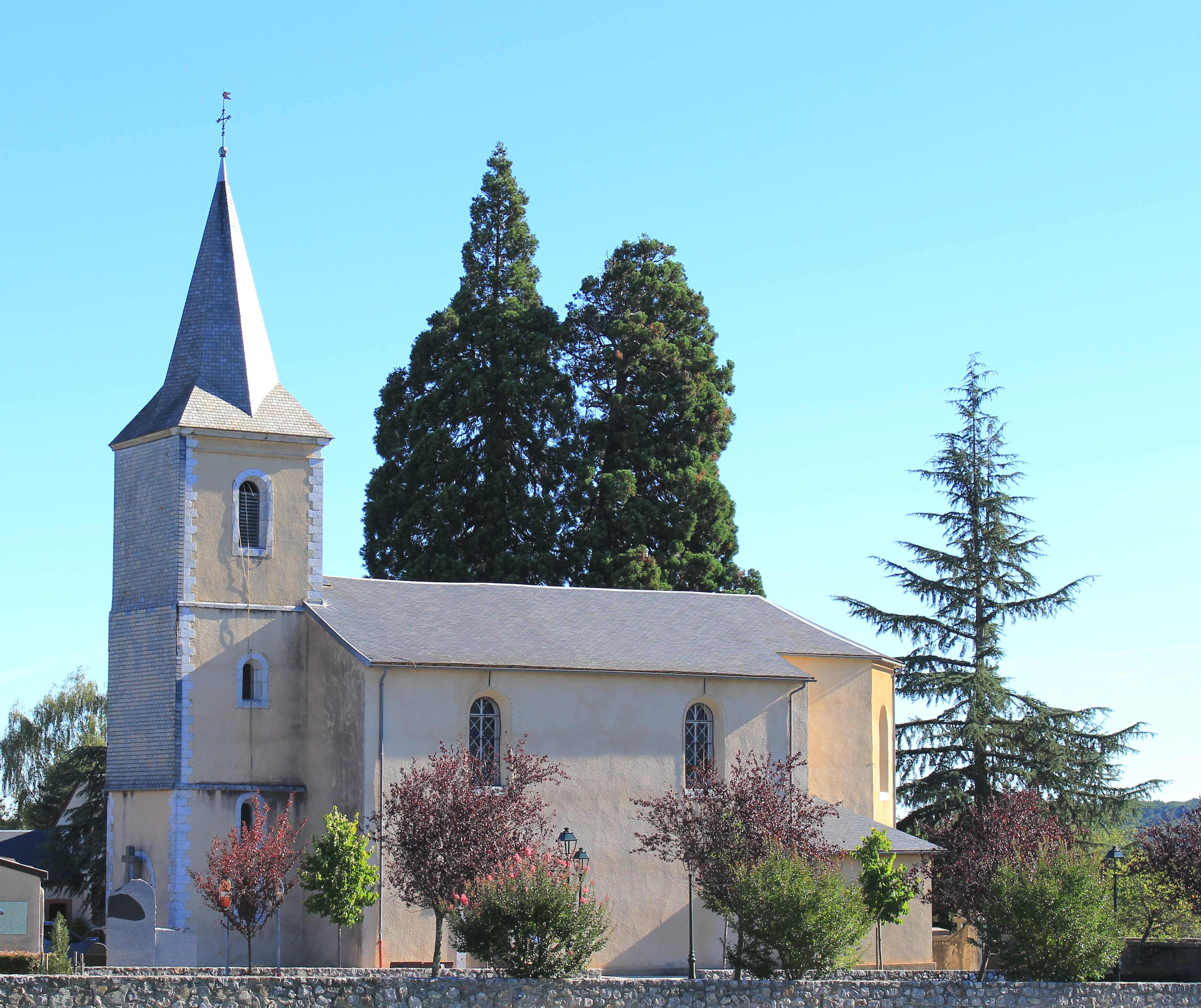
Kirche Saint-Barthélemy
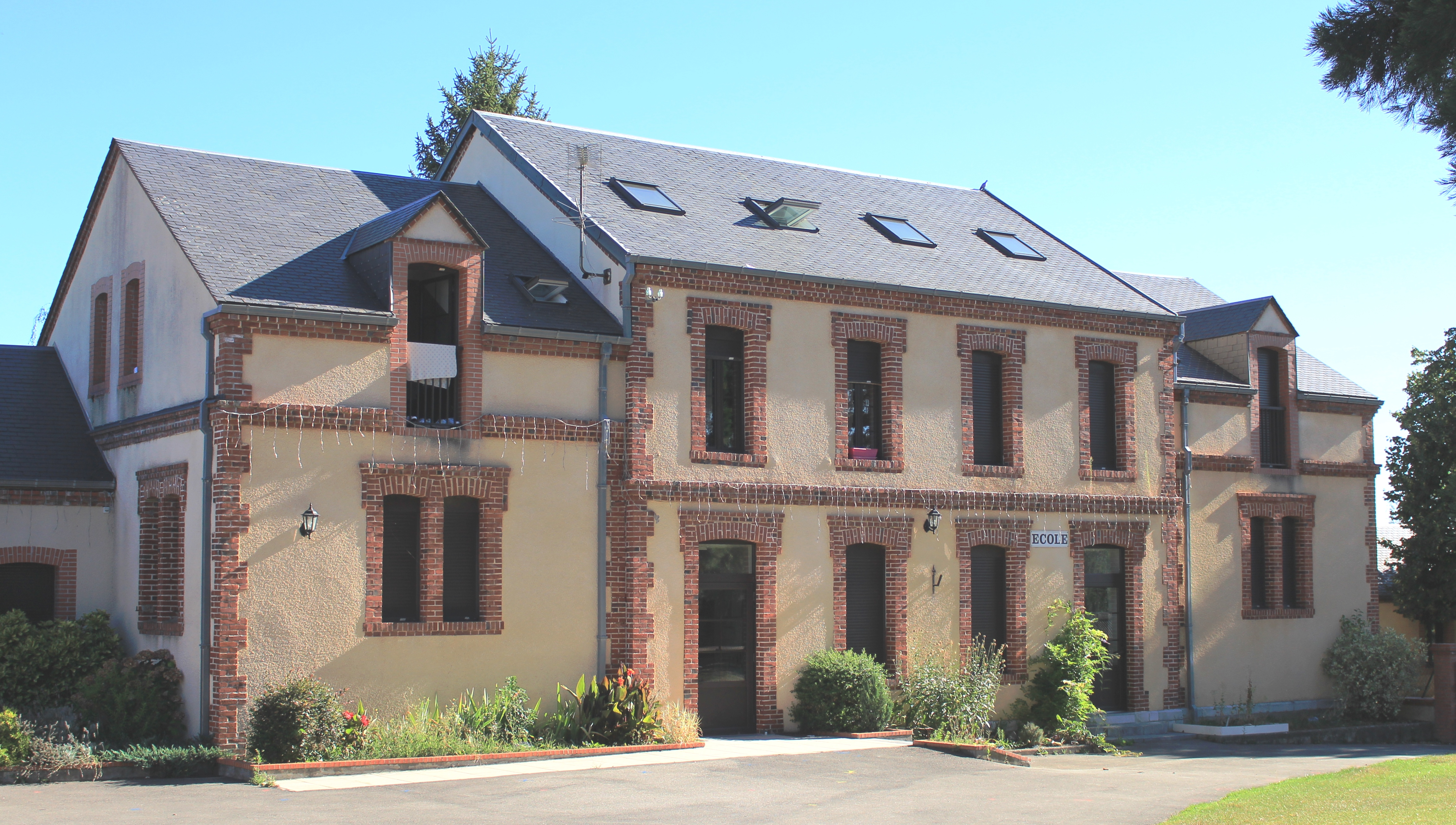
Denkmal für die Gefallenen
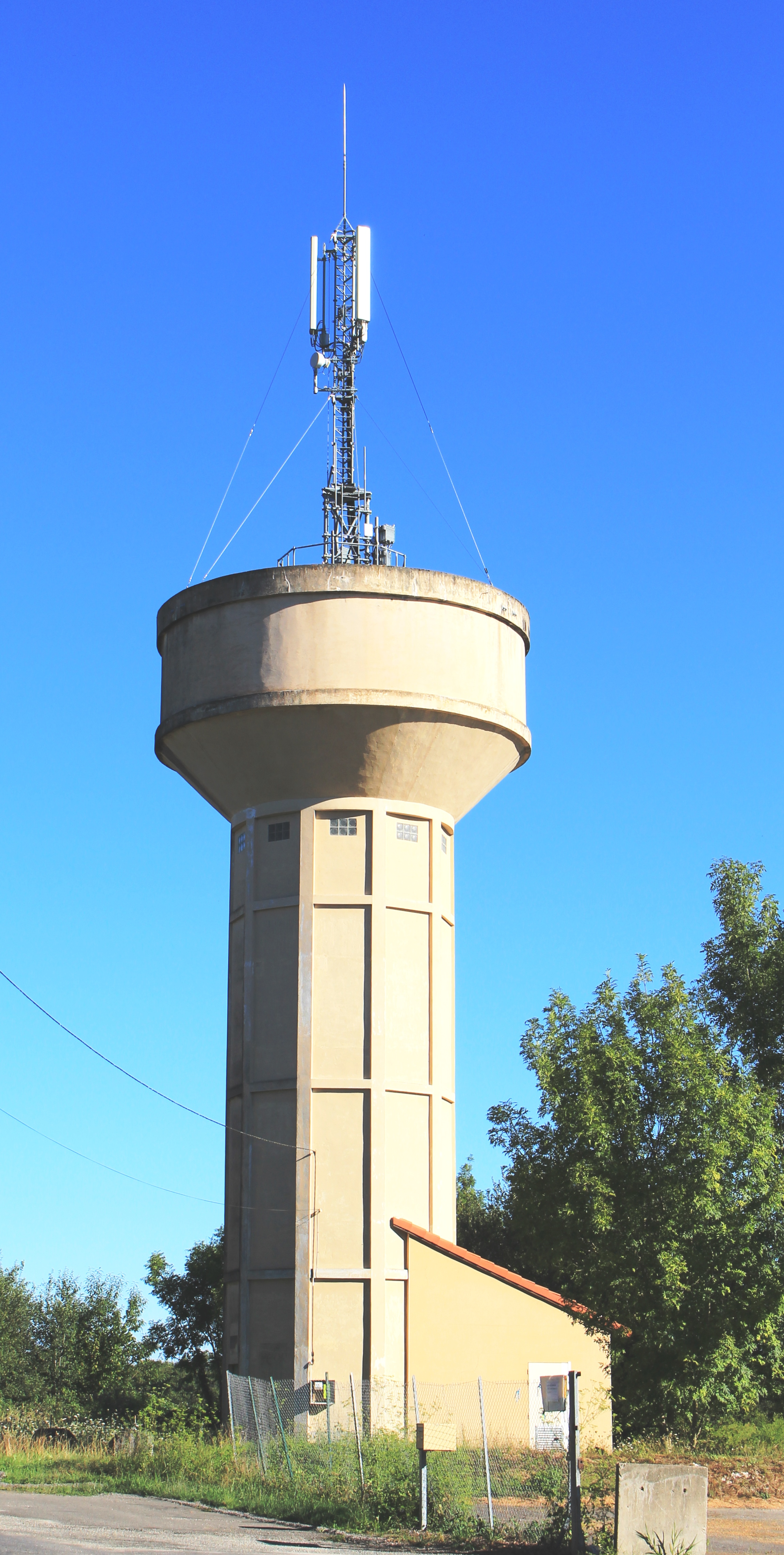
zwei Wegkreuze
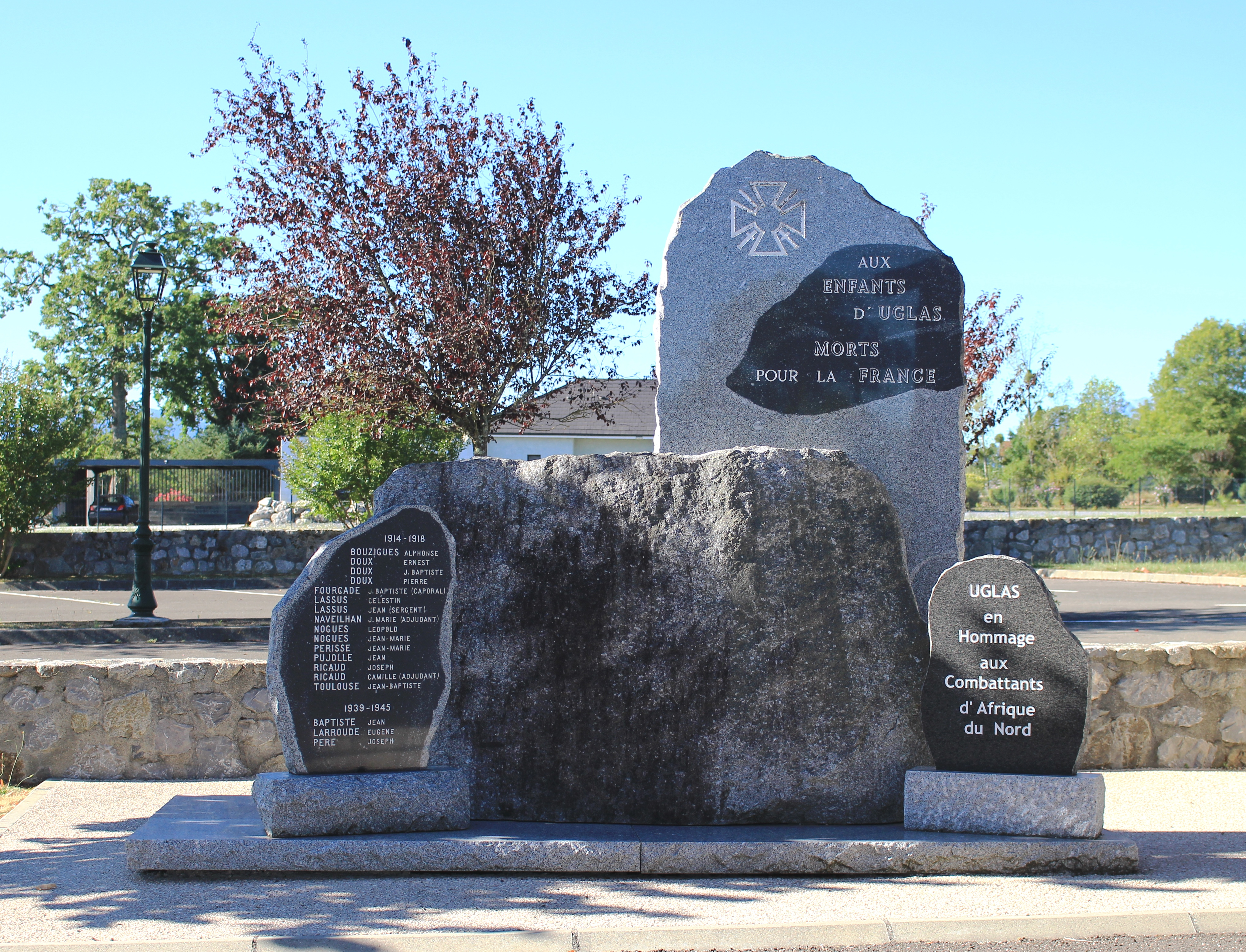
Wasserturm

- Kirche Saint-Barthélemy
- Schule
- Wasserturm
- Gefallenendenkmal